# Zuidwijken
De Zuidwijken is een wijk in het zuiden van de Nederlandse stad Zutphen, bestaande uit tien buurten. Het is een typische jaren 70-woonwijk. Ook het landelijke gebied Bronsbergen hoort bij de Zuidwijken. Per 1 januari 2010 wonen er 7.213 mensen in de Zuidwijken. De wijk ligt in het gebied tussen de Vierakkerse Laak, de Den Elterweg, de Laan naar Eme en de rivier de IJssel. De N348 scheidt de nieuwbouw van het landelijk gebied en loopt met de Cortenoeverse Brug over de IJssel. Zuidwijken bestaat voornamelijk uit eengezinswoningen die afgewisseld worden door appartementen en maisonettewoningen. In de wijk is het overdekte winkelcentrum De Brink gelegen.

## Buurten
De tien buurten in de Zuidwijken:
- De Waarden
- Stokebrand
- Bagijnenland
- Zwanevlot
- Tichelkuilen
- De Stoven
- Braamkamp
- Weerdslag
- De Brink
- Moesmate

## Voorzieningen
Zuidwijken heeft een winkelcentrum genaamd De Brink, verder zijn er drie basisscholen: De Achtsprong, De Parel en de Prins Clausschool. Daarnaast is er nog vrije school De Berkel gevestigd, een school voor zowel basis- als middelbaar onderwijs. Ook heeft het een wijkcentrum (de Uitwijk), een dansschool en een kleinschalig industrieterrein met autodealers, een cafetaria, een Fletcher hotel met tevens tennisschool en bowlingcentrum en een bouwmarkt.

## Bereikbaarheid
De Zuidwijken liggen grofweg aan één hoofdweg, de Harenbergweg, die er als een halve ring doorheen loopt. Via deze weg zijn alle buurten te bereiken. Een andere belangrijke verkeersader is de Emmerikseweg. Via het openbaar vervoer zijn de Zuidwijken bereikbaar via bussen 84 en 480 van busmaatschappij Arriva.

## Woonachtig (geweest)
- Marcel van Driel (1967), kinderboekenschrijver
- Gordon Groothedde (1968), muziekproducent
- Mirjam Hooman-Kloppenburg  (1966), tafeltennisspeelster
- Bas Kosters (5 juni 1977), modeontwerper
- Michel Groothedde (1967), stadsarcheoloog Zutphen